# Empoasca canthella
Empoasca canthella är en insektsart som beskrevs av Ross och Cunningham 1960. Empoasca canthella ingår i släktet Empoasca och familjen dvärgstritar. Inga underarter finns listade i Catalogue of Life.